# قطعنامه ۹۸۹ شورای امنیت
قطعنامه ۹۸۹ شورای امنیت سازمان ملل متحد که در تاریخ ۲۴ آوریل ۱۹۹۵ تصویب شد، سندی بین‌المللی دربارهٔ رواندا است. این قطعنامه طی نشست ۳۵۲۴ام با ۱۵ رای موافق، ۰ مخالف و ۰ ممتنع تصویب شد.